# Bythinella abbreviata
Bythinella abbreviata е вид коремоного от семейство Hydrobiidae.

## Разпространение и местообитание
Видът е разпространен във Франция.
Обитава сладководни басейни и реки.